# Somchai Chantarasamrit
Somchai Chantarasamrit (thailändisch สมชาย จันทรสัมฤทธิ์; * 1. November 1944 in Krung Thep) ist ein ehemaliger thailändischer Radrennfahrer.

## Sportliche Laufbahn
Chantarasamrit war im Straßenradsport und im Bahnradsport aktiv. Er war Teilnehmer der Olympischen Sommerspiele 1964 in Tokio und fuhr dort die Mannschaftsverfolgung mit Preeda Chullamondhol und Smaisuk Krisansuwan. Vier Jahre später war er Teilnehmer der Olympischen Sommerspiele 1968 in Mexiko-Stadt. Das olympische Straßenrennen beendete er nicht. In der Mannschaftsverfolgung kam der Bahnvierer mit Pakanit Boriharnvanakhet, Somchai Chantarasamrit, Boontom Prasongquamdee und Chainarong Sophonpong nicht über die Qualifikationsrunde hinaus.
Bei den Asienspielen 1966 in Bangkok gewann er Silbermedaillen im 1600-Meter-Mannschaftsrennen und in der Mannschaftsverfolgung. 1970 holte er Silber im 1600-Meter-Rennen, in der Mannschaftsverfolgung und im 1600-Meter-Einzelrennen.